# Богуславский, Михаил Борисович
Михаи́л Бори́сович Богусла́вский (р. 24 июля 1952, Челябинск) — журналист, поэт, режиссёр, сценарист, спортсмен. Автор романа, повести, рассказов, двух сборников стихотворений, участник коллективного сборника стихов.
Выпускник Челябинского политехнического института (1975), работал технологом и начальником технологического бюро на ЧТЗ. Во время учёбы в ЧПИ играл в театре «Манекен» драматические роли в спектаклях «Шинель», «И вечный бой…», «После сказки», «Передай по цепи», «Две стрелы», регулярно участвовал в городских и областных конкурсах чтецов, становился их лауреатом. Стихи пишет с начала 1970-х, на стихи Михаила Богуславского написано более 50 песен Алексеем Беляевым, Сергеем Паном, Антоном Примаковым, Олегом Седелевым, Николаем Якимовым и другими авторами.
С 1994 работает в прессе. Член Союза журналистов России. Работал в газетах «Комсомолец» («Команда»), «Челябинский рабочий», «Уральский курьер», «Синегорье», «Южноуральская панорама». В 2003—2006 — главный редактор газеты «Технополис», с которой сотрудничал ещё в студенческие годы. Руководил издательством Челябинского государственного университета. Работал заместителем главного редактора газеты «Призыв» (филиал ОАО «Гудок»). С 2016 — заведующий литературной частью театра «Манекен».
Член жюри фестивалей авторской песни: Ильменского (Миасс), Грушинского (Самара), «Малиновый аккорд» (Белорецк), «Агидель» (Уфа), «Мир бардов» (Самара), Зимнего Тюменского, «Свезар» (Екатеринбург) и других.

## Список произведений
- Музыка снов: Стихи / Составитель Владимир Сидоров. — Челябинск: Версия, 1996. — 2000 экз. — ISBN 5-87229-038-1.
- Михаил Богуславский. И никаких иных чудес… / Редактор-составитель В. Б. Феркель. — Челябинск: Библиотека А. Миллера, 2000. — 256 с. — 1000 экз. — ISBN 5-93162-006-0.
- М. Б. Богуславский, М. В. Загидулина, А. А. Иванова и др. Русские поэты 20 века: Собрание биографий. — Челябинск: Урал Л. Т. Д, 2001. — 425 с. — 5000 экз. — ISBN 5-8029-0166-7.[11]. В 2003 году переиздана тиражом 2 000 экземпляров ISBN 5-8029-0390-2.
- Богуславский М. Б., Шестопалов Е. В. Учимся играть в хоккей. — 2002. — 292 с. — 100 экз.[12]
- Михаил Богуславский. Другая судьба. Роман. — Челябинск: Цицеро, 2011. — 800 с. — 300 экз. — ISBN 978-5-91283-130-0.
- Михаил Богуславский. II. Долгое возвращение домой // Другая судьба. Роман. — Челябинск: Цицеро, 2016. — 480 с. — 120 экз. — ISBN 978-5-91283-679-4.